# Остання подорож «Деметри»
«Остання подорож „Деметри“» (англ. Last Voyage of the Demeter) — художній фільм режисера Андре Евредаля. Сценарій Браги Шута екранізації розділу «Судовий журнал „Деметри“» з роману «Дракула» Брема Стокера.

## Сюжет
У центрі сюжету фільму команда російського корабля «Деметра», на борту якого Дракула подорожує з Трансільванії до Лондона.

## У ролях
| Актор             | Роль           |
| ----------------- | -------------- |
| Корі Гокінс       | Клеменс        |
| Ешлінг Франчозі   | Анна           |
| Ліам Каннінгем    | капітан Еліот  |
| Девід Дастмалчян  | Войчек         |
| Хав'єр Ботет      | Дракула        |
| Вуді Норман       | Тобі           |
| Джон Джон Бріонес | Джозеф         |
| Стефан Капічіч    | Ольґарен       |
| Микола Ніколаєв   | Петрофський    |
| Мартін Фурулунд   | Ларсен         |
| Кріс Воллі        | Абрамс         |
| Ніколо Пасетті    | заступник Гірш |
| Саллі Рів         | господиня      |

## Виробництво
У 2002 році Брагі Шут написав перший варіант сценарію до фільму «Остання подорож „Деметри“», Роберт Швентке мав стати режисером фільму. Проте фільм опинився у виробничому пеклі протягом майже двох десятиліть. За цей час змінилося кілька режисерів, включаючи Маркуса Ніспеля, Стефана Рузовицького, Девіда Слейда та Ніла Маршалла. У якийсь момент Нумі Рапас та Бен Кінгслі мали виконати головні ролі у фільмі. Вігго Мортенсен також вів переговори про участь.
У жовтні 2019 року було оголошено, що режисером фільму стане Андре Евредаль. У січні 2021 року Корі Хокінс приєднався до акторського складу фільму за сценарієм Зака Олькевича. У червні 2021 року до акторського складу фільму приєдналися Девід Дастмалчян, Ліам Каннінгем, Ешлінг Франчозі, Хав'єр Ботет, Джон Джон Бріонес, Стефан Капічіч, Микола Ніколаєв, Вуді Норман, Мартін Фурулунд і Кріс Воллі.
Зйомки розпочалися у червні 2021 року в Берліні. Пізніше зйомки пройшли на Мальті. Основні зйомки завершилися до 1 жовтня 2021 року.

## Реліз
Прем'єра фільму намічена на 27 січня 2023 року. Реліз відбувся 10-11 серпня 2023 року, в Україні — 24 серпня.

## Сприйняття
На вебсайті агрегатора рецензій Rotten Tomatoes 49% зі 189 відгуків критиків є позитивними із середньою оцінкою 5,6/10. Metacritic, який використовує середньозважену оцінку, поставив фільму 52 бали зі 100 на основі 33 критиків, вказуючи на «змішані або середні» відгуки.